# Irmena Cicikova
Irmena Cicikova (în bulgară Ирмена Чичикова; n. 22 mai 1984, Plovdiv, Republica Populară Bulgaria) este o actriță bulgară de teatru, televiziune și film.

## Carieră
Cicikova și-a făcut debutul pe scena profesională cu rolul în The Art of Sweeping Things Under the Rug (2008), o piesă bazată pe miniseria de filme Scenes From a Marriage de Ingmar Bergman, având rolul Marianne, pentru care a primit o nominalizare la IKAR (2009) și premiul pentru cel mai bun rol principal la premiile ASKEER (2009). Următoarea apariție a fost în Nirvana (2009), iar în următorii ani a făcut turnee în Canada și Franța cu piesa Construction of the Liberated Imagination (2010), bazată pe lucrările lui Eugen Ionescu. Apoi a jucat în piesa Duck Hunting (2012) de Alexander Vampilov la Teatrul Național Bulgar „Ivan Vazov”. În 2012 a apărut în filmul I Am You (2012), pentru care a obținut apreciere critică și a câștigat premiul pentru cea mai bună actriță într-un rol principal la Festivalul Național de Film Bulgar „Trandafirul de Aur” (2012). În 2014 a apărut în Viktoria (2014) sub numele de Boriana, mama unui copil pe nume Viktoria, care s-a născut fără cordon ombilical. Filmul a avut premiera la Concursul Mondial al Festivalului de Film Sundance care are loc în ianuarie. În anul următor a apărut în Sound Hunters (2015).

## Educație
Irmena Cicikova s-a născut în Plovdiv, Bulgaria. A fost crescută la Plovdiv, unde a urmat cursurile Liceului de Limba Franceză „Antoine de Saint Exupéry”, absolvind în 2003, înainte de a se muta la Sofia (Bulgaria), pentru a-și finaliza studiile la Academia Națională de Teatru și Arte „Krastio Sarafov”, sub tutela profesorilor Margarita Mladenova și Ivan Dobcev. De asemenea, a studiat greaca modernă. Spectacolele sale de diplomă au inclus Trei surori de Anton Cehov, regia Margarita Mladenova, și Dakota / Words in Chains de Jordi Galceran și regia de Stilian Petrov. După ce a absolvit în 2008, s-a lansat ca actriță în lumea filmului.

## Film
În 2010 Cicikova a apărut în primul său lungmetraj, The Glass River (2010). Primul ei rol principal a venit în 2012, în care a înfățișat, alături de Janet Spassova, două femei pe nume Yura și Adriana, în filmul I Am You (2012) de Petar Popzlatev. La sfârșitul aceluiași an, a început să filmeze Viktoria (2014) și Sound Hunters (2015), primul dintre acestea fiind selectat în premieră pentru competiția mondială oficială la Festivalul de Film Sundance din 2014. Filmul Viktoria este filmat în Bulgaria în timpul căderii comunismului, amestecând satira, suprarealismul și drama. Cicikova joacă rolul unei bibliotecare pe nume Boryana care, în mod neintenționat, devine mama unei fiice, Viktoria, căreia îi lipsește un cordon ombilical și astfel acaparează atenția imediată a statului, împiedicând familia să fugă din țară. Povestea rezonează cu tranziția socială și culturală de la comunism la democrație și o călătorie emoționantă de la ură la iubire. În 2018 a jucat în Nu mă atinge-mă.

## Teatru
Cicikova a apărut în numeroase producții scenice încă de la absolvirea ei în 2008. Unele dintre cele mai notabile includ The Art of Sweeping Things Under the Rug (2008), Nirvana (2009), Construction of the Liberated Imagination (2010), Visiting the Father (2011) și Hunting Duck (2012).

## Artă de performanță și alte proiecte
În 2011 a găzduit cea de-a 90-a festivitate a Uniunii Artiștilor din Bulgaria și a Premiilor de Teatru IKAR. Prima ei expoziție de fotografie a fost POSTIDENTITY de Liliana Karadjova, începută în 2010. Din 2007 a fost și model pentru designerul de modă Neli Miteva, precum și pentru alți tineri designeri din Bulgaria și Macedonia.

## Premii și nominalizări
- Premiul Festivalului Bulgar de Film „Trandafirul de Aur” (2012) pentru cea mai bună actriță într-un rol principal, cu Janet Spassova, pentru portretizarea lui Iura și Adrianei în filmul I Am You (2012), regizat de Petăr Popzlatev.
- Premiile Teatrului ASKEER (2009) pentru cea mai bună actriță în rolul lui Marianne în The Art of Sweeping Things Under the Rug (2009), regia Desislava Șpatova.
- Premiul al treilea la Festivalul Național de Forme Teatrale Mici din Vrața (Bulgaria), pentru cea mai bună actriță în rol principal în The Art of Sweeping Things Under the Rug (2009), regia Desislava Șpatova.
- Premiile Teatrului IKAR (2009) pentru rolul cea mai bună actriță, interpretând-o pe Marianne în The Art of Sweeping Things Under the Rug (2009), regia Desislava Șpatova.

## Legături externe
Materiale media legate de Irmena Cicikova la Wikimedia Commons
- Irmena Cicikova la Internet Movie Database